# Herinneringsmedaille aan de Campagne in Italië 1943-1944
De Herinneringsmedaille aan de Veldtocht in Italië 1943-1944 (Frans: Médaille commémorative de la campagne d'Italie 1943-1944) is een op 1 april 1953 ingestelde Franse onderscheiding.
De medaille werd verleend aan Franse soldaten die tussen 1 december 1943 en 25 juli 1944 aan geallieerde zijde gevochten hadden in de zware gevechten tussen de geallieerden en de Duitsers aan het Italiaanse front.
Gerechtigd tot deze medaille waren:
- Leden van het Franse Expeditiecorps die op het Italiaanse vasteland dienstdeden tussen 1 december 1943 en 25 juli 1944 (met inbegrip van de landing op het eiland Elba), dit ongeacht de duur van de dienst in het oorlogsgebied.
- De bemanningen van schepen die tussen 26 juli 1944 en 8 mei 1945 deelnamen aan operaties tegen het door het Duitsers bezette Italiaanse grondgebied, dit ongeacht de duur van de dienst in het theater.

Bij de medaille hoort geen diploma.

## De medaille
Op de voorzijde van de verzilverd bronzen medaille staat binnen een plastisch vormgegeven lauwerkrans die de rand van de medaille vormt een Gallische haan, zinnebeeld van Frankrijk. Daarachter is een zon afgebeeld. Het rondschrift luidt "CORPS EXPÉDITIONNAIRE FRANÇAIS D’ITALIE 1943 - 1944". Het ontwerp is van Generaal Carlier en de gravure werd gemaakt door Raoel Benard.
Op de keerzijde staan binnen eenzelfde lauwerkrans de afkorting "C E F" (Corps Expéditionnaire Français). Het rondschrift luidt "REPUBLIQUE FRANÇAISE".
De medaille werd net als zijn voorganger, de Herinneringsmedaille aan de Veldtocht in Italië uit 1859 aan een lint met rode en witte strepen op de linkerborst gedragen. Hier gaat het om zes witte en zeven rode strepen. Ook verder lijkt deze door generaal Carlier ontworpen medaille sterk op zijn voorganger. Dat kon omdat in 1951 geen van de dragers van de oudere medaille nog in leven was. De medaille wordt na de Koreamedaille van de Verenigde Naties op de linkerborst gedragen

## Geschiedenis
De Franse troepen in Italië kwamen vooral uit de Franse koloniën. Het ging in veel gevallen om Franse en koloniale onderdanen uit Algerije, Tunesië en Frans Marokko. Ook andere Franse overzeese gebieden waren vertegenwoordigd. Hun belangrijkste wapenfeit was een overwinning bij de Garigliano. Ongeveer 7000 Franse soldaten zijn tijdens de Italiaanse Veldtocht gesneuveld.
Het Franse parlement heeft op de instelling van deze medaille aangedrongen omdat de koloniale troepen in Italië de eerste belangrijke bijdrage aan de strijd tegen Duitsland waren sinds de capitulatie van Frankrijk in de zomer van 1940. De Vrije Fransen konden pas na de landingen in Normandië in juni 1944 een tweede rol van betekenis spelen. Een simpele gesp was in de ogen van geschiedsbewuste Franse volksvertegenwoordigers onvoldoende erkenning voor hun "sacrifices consentis et la gloire acquise au service de la France".
Zij die tijdens de veldtocht een "onterende straf" opgelegd hadden gekregen werden van toekenning uitgesloten.
In 1945 hadden deze soldaten al een gesp met de naam "ITALIE" toegekend gekregen. deze gesp werd op het lint van een meer algemene herinneringsmedaille, de Herinneringsmedaille aan de Oorlog 1939-1945 gedragen. De Herinneringsmedaille aan de Veldtocht in Italië 1943-1944, die op initiatief van Franse parlementsleden tot stand kwam, nam de plaats van de gesp in.

## Protocol
De medaille werd op de linkerborst gedragen. Wanneer men op uniformen geen modelversierselen droeg was een kleine rechthoekige baton in de kleuren van het lint voorgeschreven. De medaille werd ook als miniatuur met een doorsnede van 19 millimeter gedragen op bijvoorbeeld een rokkostuum.